# Holte Kirke
Holte Kirke er en kirke i Ny Holte Sogn i Rudersdal Kommune.
Den er trods sit middelalderlige udseende bygget 1941-44 efter tegninger af Frederik Kiørboe, en af de seneste nygotiske kirker i Danmark.
Orglet er udført af P.G. Andersen & Bruhn.
Kirken er hvid med rødt tegltag.

## Eksterne kilder og henvisninger
- Holte Kirke hos KortTilKirken.dk